# Ysgubor-y-coed
Ysgubor-y-coed est une communauté du Ceredigion, au pays de Galles.

## Géographie
La communauté est située tout au nord du Ceredigion, à la frontière du Powys matérialisée par la Dyfi (en) et son estuaire. Elle comprend les villages d'Eglwys Fach (en), Furnace (en) et Glandyfi (en), le long de la route A487 (en).

## Démographie
Au recensement de 2011, la communauté d'Ysgubor-y-coed comptait 310 habitants.